# Kalamari
Kalamari — словенская фолк-рок-группа, образованная в 1993.
Вместе с участниками группы Ansambel Roka Žlindre «Kalamari», подавляющим количеством голосов телезрителей были выбраны, чтобы представить Словению на Евровидении 2010 с песней «Narodnozabavni rock». Во втором полуфинале песня финишировала на 16-м (предпоследнем) месте, получив всего 6 баллов (5 от Хорватии и 1 от Израиля).

## Дискография

### Альбомы
- Dobra Vila (1995)
- S Tabo Držim (1997)
- V vetru rdečih zastav (1999)
- Popoldne (2001)
- Kalamari, deset let (2003)
- Lahko letiš (2006)
- Nariši veliko srce (2009)

### Сборники
- Eurovision Song Contest (2010)